# Lärmschutzwall

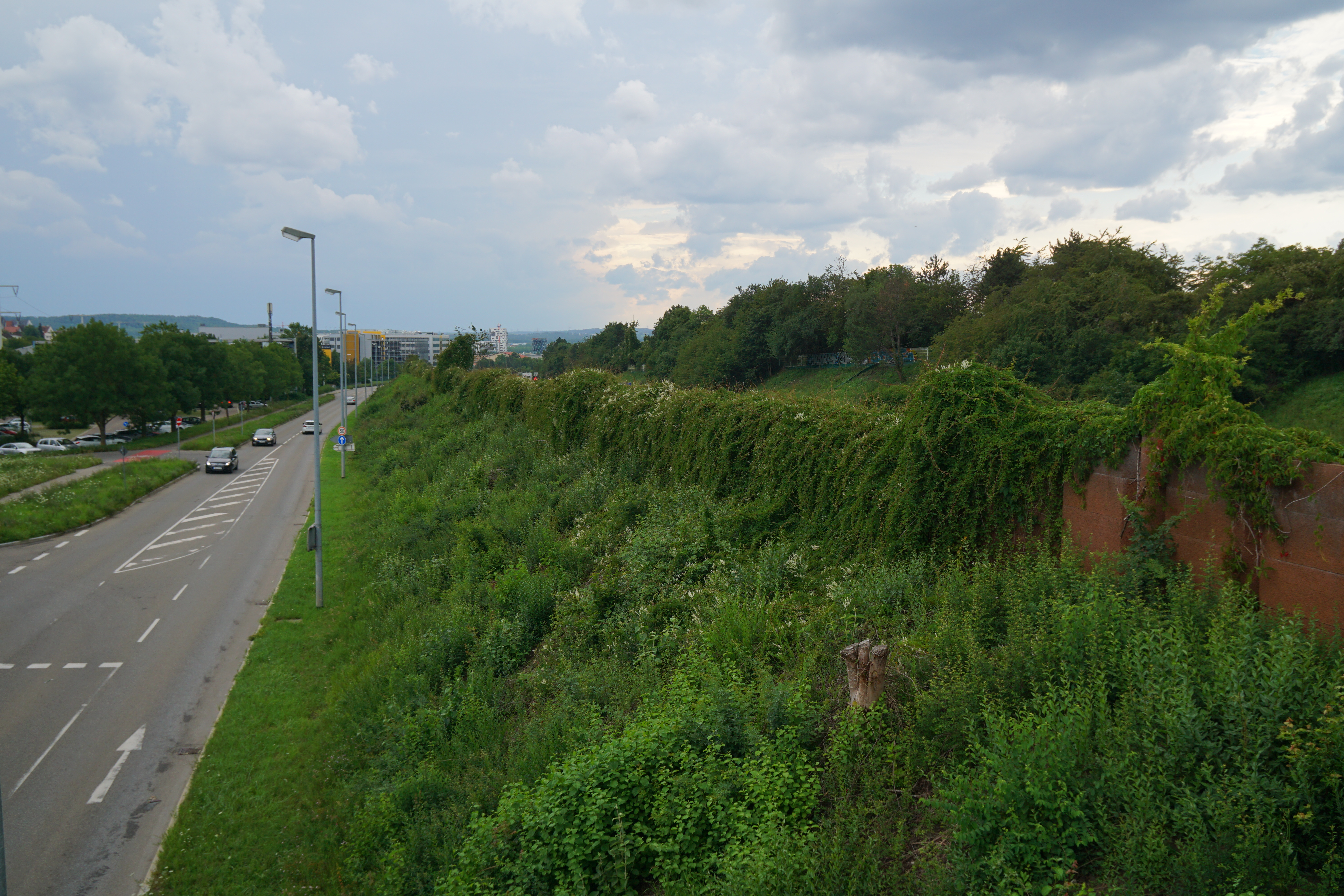
Lärmschutzwall in Böblingen und Sindelfingen, die A81 verläuft hinter dem Wall

Ein Lärmschutzwall ist ein Bauwerk, das die Ausbreitung von Schall (z. B. von Straßen, Schienenwegen, Fabrikanlagen) derart verändert, dass an einem zu schützenden Ort (z. B. Wohnbebauung, Krankenhäuser) niedrigere Schallimmissionen vorliegen. Lärmschutzwälle können außerdem Abgase, Staub und allgemeine Gefahren durch den Straßenverkehr abschirmen. Wegen des Einsatzes nahe des Emissionsortes gelten Lärmschutzwälle und -wände als aktiver Lärmschutz. Sie können dazu beitragen, dass die gesetzlichen Grenzwerte eingehalten werden. Diese Werte können durch Maßnahmen des passiven Lärmschutzes (z. B. Schallschutzfenster) ergänzt werden.

## Definition
Schallschutzwälle werden im Rahmen des Lärmschutzes an Straßen oder Bahnstrecken verwendet. Sie lassen sich individuell modellieren und dadurch gut in die Landschaft einbinden. Sie sind bepflanzbar. Für den Bau ist nur notwendig, dass die geplante Höhe und Geometrie eingehalten werden und ein geeignetes Baumaterial verwendet wird. Man kann die notwendigen Erdmassen aus dem anfallenden Aushub der Trasse verwenden oder den Wall mit Ersatzbaustoffen verfüllen. Daher sind die Errichtungskosten niedriger als bei Schallschutzwänden. Zudem reflektieren Wälle den Schall im Gegensatz zu Schallschutzwänden nicht. Ein weiterer Vorteil gegenüber Schallschutzwänden ist die Nutzbarkeit der vom Lärm abgewandten Seite. So können dort Geh- und Radwege, Garagenanlagen, Parks oder Grabanlagen eingebunden werden.
Als Nachteil von Lärmschutzwällen gilt die hohe benötigte Grundfläche. Bei Neuplanungen ist es möglich und notwendig, den Platz für Lärmschutzeinrichtungen im Bebauungsplan zu sichern (§ 9 Abs. 1 Nr. 24 BauGB), auch wenn z. B. eine Straße erst später gebaut werden soll.
Ein weiterer Nachteil gegenüber Lärmschutzwänden ist, dass der Schallschutz bei gleicher Höhe geringer ist, da die Schirmkante (höchster Punkt des Walls) weiter von der Schallquelle entfernt ist. Dies kann jedoch über eine höhere Aufschüttung ausgeglichen werden. Auch zusätzliche Lärmschutzwände auf dem Wall sind möglich.
Aus optischen Gründen sind Schallschutzwälle entsprechenden Wänden meistens vorzuziehen. Bepflanzte Wälle können die biologische Vielfalt verbessern und heizen sich im Sommer weniger auf als Schallschutzwände aus Metall oder Mauerwerk, sind also günstiger für das Mikroklima. Pflanzen filtern außerdem Stäube und Luftschadstoffe aus. 

## Gesetzliche Grundlagen
Der Bau eines Lärmschutzwalls ist sowohl eine Maßnahme der Lärmsanierung als auch der Lärmvorsorge. Die rechtlichen Vorgaben zur Lärmsanierung sind in den „Richtlinien für den Verkehrslärmschutz an Bundesfernstraßen in der Baulast des Bundes“ (VLärmSchR-97) in Verbindung mit den „Richtlinien für den Lärmschutz an Straßen – Ausgabe 1990“ (RLS-90) zusammengefasst.
Als Grundvoraussetzungen für Lärmsanierung gilt, dass der „Beurteilungspegel“ einer Gebietskategorie einen der maßgeblichen Immissionswerte der Lärmsanierung überschreitet. Die Beurteilungspegel werden mit dem aktuellen Verkehrsaufkommen nach den in den Anhängen der 16. BImSchV vorgeschriebenen Verfahren berechnet. Bei den Gebietskategorien wird neben der Nutzung auch zwischen Tag- und Nachtbelastung unterschieden.
- Für Gebiete um Krankenhäuser, Schulen, Kur- und Altenheime, reine und allgemeine Wohngebiete sowie Kleinsiedlungsgebiete gelten tagsüber 67 dB(A) und nachts 57 dB(A) als maßgebliche Immissionwerte
- Für Kern-, Dorf- und Mischgebiete liegen die maßgeblichen Werte an Bundesfernstraßen tagsüber bei 69 dB(A) und nachts bei 59 dB(A). An Landesstraßen gelten die Werte von 67 dB(A) am Tag und 57 dB(A) in der Nacht
- In Gewerbegebieten sind tagsüber 72 dB(A) und nachts 62 dB(A) maßgeblich[3], dabei ist die tatsächliche Nutzung bei Tag oder Nacht ausschlaggebend

## Wirkungsweise
Lärmschutzwälle haben eine lärmabschirmende Wirkung; sie verhindern teilweise die Ausbreitung des Schalls. Auf diese Weise lassen sich Lärmminderungen von bis zu 20 dB(A) erreichen.
Die Reduzierung von 10 dB(A) wird als Halbierung des Geräuschpegels wahrgenommen. Die Wirksamkeit eines Lärmschutzwalls wird von folgenden Faktoren beeinflusst:
- Höhe des Lärmschutzwalls
- Abstand vom Ort der Schallemission
- Abstand vom Immissionsort
- Höhe des Immissionsortes
- Frequenzspektrum des Schalls
- Bepflanzung des Walls
- Wind und Temperaturunterschiede (wirken sich auf Schallwellen aus)
- Beugungseffekte an der Oberkante

## Kosten
Wie oben beschrieben benötigen Schallschutzwälle für den gleichen Wirkungsgrad eine wesentlich höhere Grundfläche als Schallschutzwände, wodurch der innerstädtische Einsatz in vielen Fällen nicht möglich ist. Auf Zubringer-, Land- und Schnellstraßen sowie Autobahnabschnitte außerhalb von Städten bietet sich der Bau eines Lärmschutzwalls aus optischen, vor allem aber aus Kostengründen an.
Beim Bau eines Walls im Rahmen der Lärmvorsorge kann der entstehende Aushub des Straßenbaus direkt genutzt und mit Sand, Kies oder Ersatzbaustoffen bzw. Sekundärbaustoffen ergänzt werden.
Bei der Lärmsanierung, dem nachträglichen Errichten eines Walls, kann (ohne den fehlenden Aushub) fast vollständig mit Sand, Kies und Ersatz- bzw. Sekundärbaustoffen gearbeitet werden. Besonders kostengünstig ist dabei der Einsatz von Hausmüllverbrennungsasche für den Kern des Walls. Ein für dieses Verfahren beispielhaftes Projekt war die Errichtung eines Lärmschutzwalls entlang der A44 bei Kassel.